# Église Saint-Blaise de Gâtelles
L'église Saint-Blaise de Gâtelles est une église catholique située dans la commune de Thimert-Gâtelles dans le département français d'Eure-et-Loir. Elle est classée monument historique en 1921.

## Description

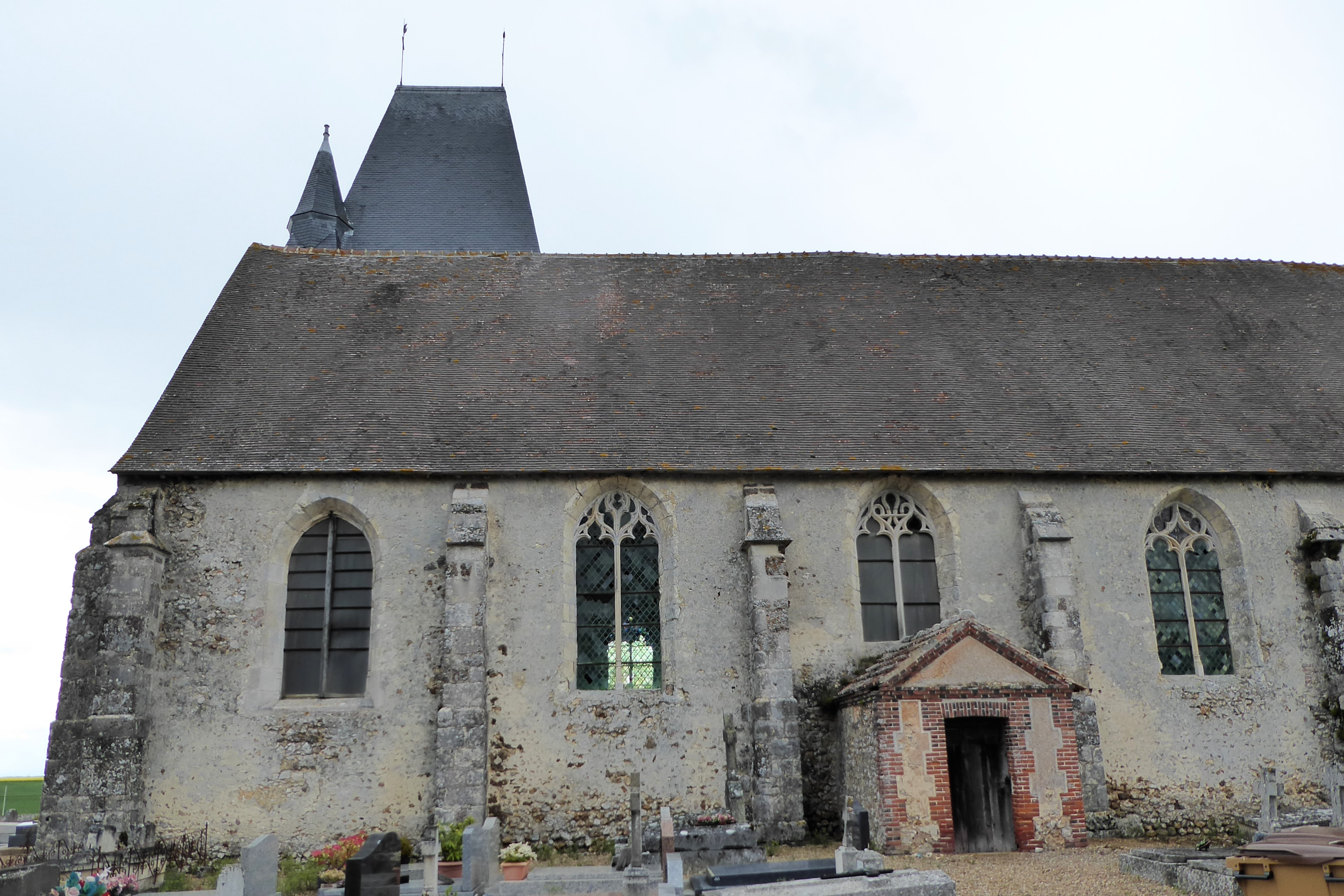
Mur sud de l'église Saint-Blaise.

L'église datant des XIIe et XVIIe siècles est sise dans son enclos paroissial occupé par le cimetière. Elle est composée d'une nef et d'un collatéral.
À l'ouest, le portail d'entrée Renaissance datant du 1er quart du XVIe siècle est en forme d'anse de panier et les deux vantaux en bois sont composés chacun de quatre panneaux ouvragés, organisés en trois registres, classés monuments historiques au titre objet en même temps que l'édifice.
L'abside à cinq pans est couverte d'une voûte en bois avec entraits et poinçons apparents.

### Mobilier
Riche en vitraux, dont sept verrières sont classées monuments historiques, elle est un exemple du soin qu'apportaient les dignitaires du chapitre cathédral de Chartres aux églises qui dépendaient de leur juridiction. Ces verrières ont été restaurées en 1971 par les ateliers Lorin de Chartres.
Sont également classés les lambris de revêtement du chœur, à gauche et à droite de l'autel (fin XVe siècle-début XVIe siècle), ainsi que les lambris de la partie droite du XVIIIe siècle. Sont représentées sur ces pièces de bois les armes de la famille d'Illiers.
Au titre de la statuaire, se trouve une Vierge de Pitié en pierre du XVIe siècle.
Enfin, l'autel était adossé à un retable en pierre, aujourd'hui manquant, figurant la Nativité au centre, l'Adoration des Mages à droite et la Circoncision à gauche,.